# Goro Bekeksa
Goro Bekeksa (ou Goro Baqaqsa ; en somali : Gooro Bakaksa[réf. souhaitée]) est un woreda du Sud de l'Éthiopie situé dans la zone Liben de la région Somali. Initialement rattaché à la zone Afder, ce district a 51 271 habitants en 2007.
Appelé Goro Bekeksa ou Goro Bakaksa, le centre administratif du district se situe environ 160 km au nord-ouest de Hargele.
D'abord rattaché à la zone Afder et bordé par la rivière Ganale Dorya qui le séparait de Filtu,, le district est transféré dans la zone Liben avant 2020 et s'est recentré autour de la rivière Weyib au contact de la région Oromia.
| Dawe Kachen |              | Rayitu         |
| Guradamole  | Goro Bekeksa | Serer / Elkere |
| Filtu       |              | Weyib / Cherti |

D'après le recensement de 2007 réalisé par l'Agence centrale de la statistique d'Éthiopie, ce district compte 51 271 habitants dont 8 % de citadins qui sont les 4 107 habitants du centre administratif.
Presque tous les habitants sont musulmans.
En 2022, la population est estimée sur le même périmètre à 74 532 personnes avec une densité de population de seize personnes par km2 et 4 667 km2 de superficie.
Le district est principalement habité par les clans et sous-clans somalis Gurre, Ashraf, Raito et Dawed du groupe Gaadsan[réf. souhaitée]. 